# Vita tänder
Vita tänder (White Teeth) är en roman av den brittiska författaren Zadie Smith utgiven år 2000.
Romanen handlar om vänskapen mellan två män, Samad Iqbal från Bangladesh och engelsmannen Archie Jones, som träffats under andra världskriget, och deras senare liv med familjer i London. 
Romanen belönades med flera priser, bland annat Whitbread Book Award för bästa debutroman. Tidskriften Time inkluderade den i sin  100 Best English-language Novels from 1923 to 2005.
2002 gjordes en TV-serie av romanen, där Om Puri och Phil Davis spelade huvudrollerna.